# Меллер, Юлий Александрович
Юлий Александрович Меллер (3 августа 1861, Пайде — 1955, Антиб, Франция) — российский промышленник, автомобиле- и авиастроитель. Основатель и владелец компании «Дукс».

## Биография

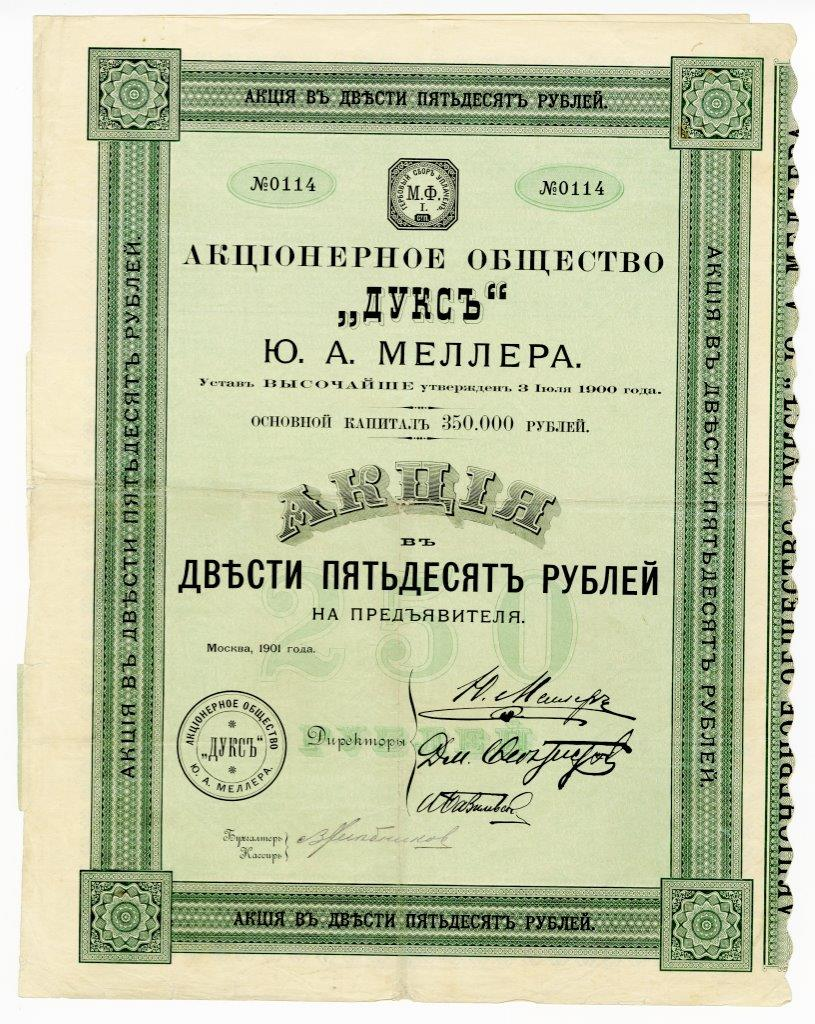
Акция Дукс

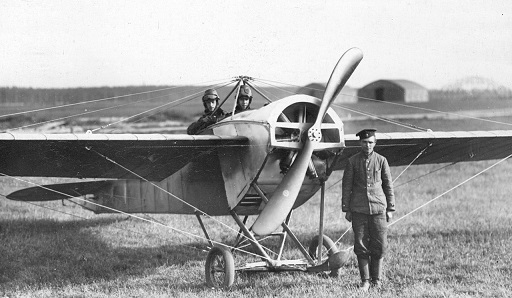
Самолет Ньюпор-IV завода Дукс. 1912 год по лицензии фирмы Ньюпор

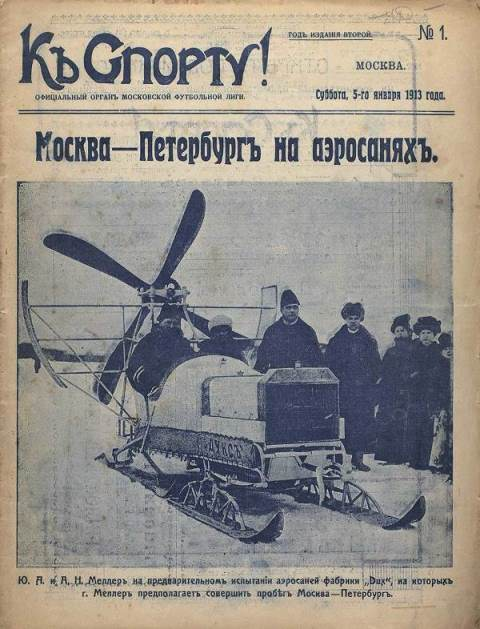
Обложка журнала «К спорту!» 1913 № 1, упоминается Ю. А. Меллер и фабрика «Dux»

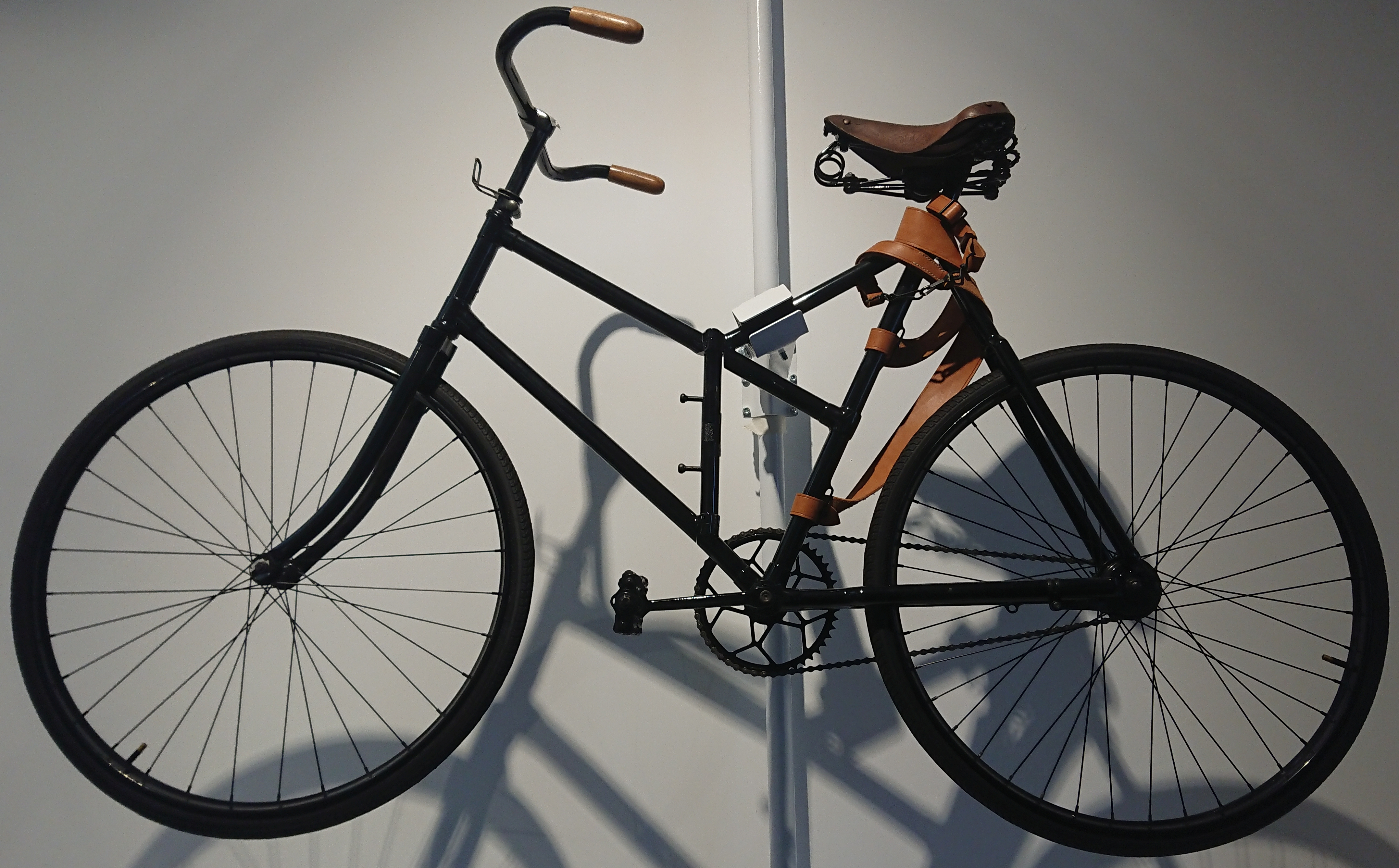
велосипед фирмы Дукс 1914 года

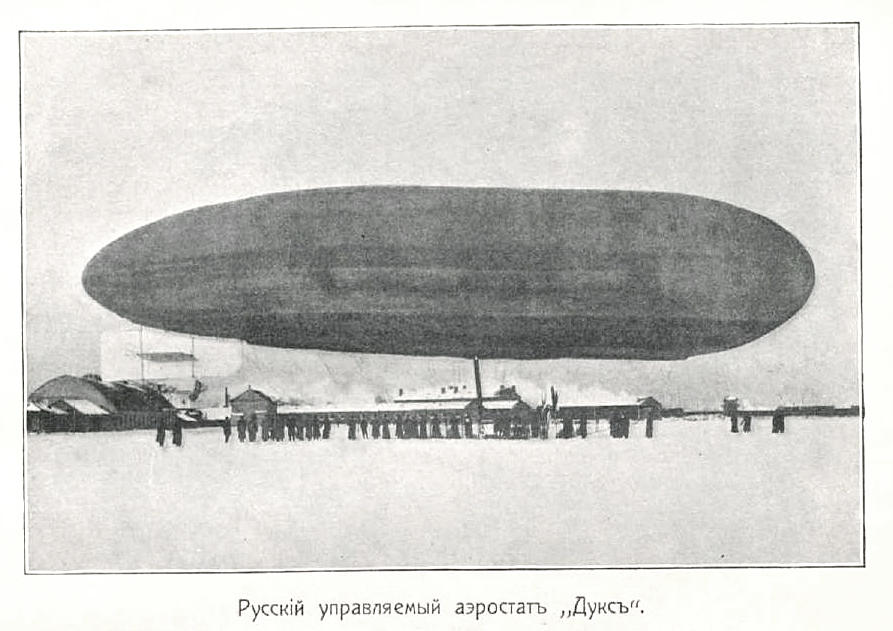
дирижабль «Дукс»

Родился в Эстляндской губернии, позднее перебрался в Москву. В 1892 году женился на дочери состоятельного купца Александре Брежневой, получив значительное приданое. В середине 1890-х годов организовал мастерскую по производству велосипедов «Dux Ю. А. Меллер», вскоре ставшую одним из ведущих авто- и самолётостроительных предприятий дореволюционной России. В 1910 году был в числе основателей Московского общества воздухоплавания. В 1915 году вследствие антигерманских настроений в обществе взял фамилию жены, став Юлием Александровичем Брежневым. Возглавлял компанию «Дукс» до 1917 года, после чего передал управление брату Ивану и эмигрировал с семьёй во Францию. До конца жизни (1955) Юлий Александрович жил в Антибе, в собственном имении, под фамилией Брежнев, которую писал на французский манер: Brechneff.